# Цюн Яо
Цюн Яо (англ. Qiong Yao, кит. 瓊瑤, пиньинь Qióng Yáo; 20 апреля 1938 — 4 декабря 2024) — псевдоним Чэнь Чже, тайваньской писательницы и продюсера, которую признают самым популярным автором сентиментальной прозы на китайском языке. За свою жизнь она создала более 50 романов. По её произведениям снято более 100 фильмов и телесериалов.

## Краткая биография
Она и её младший брат-близнец родились в 1938 году во время Второй китайско-японской войны в Чэнду, провинция Сычуань, у родителей, бежавших из Пекина, занятого японскими войсками в 1937 году. Родители Чэнь Чжипин (陳致平) и мать Юань Синшу (袁行恕) получили хорошее образование. В 1942 году семья переехала в родной город Чэнь Чжипина, Хэнъян, провинция Хунань, чтобы присоединиться к дедушке Чэнь Моси (陳墨西). В 1944 году, после падения Хэнъяна, они пережили тяжелое путешествие в военную столицу Чунцин, во время которого им несколько раз чудом удалось избежать смерти.
В 1949 году её семья переехала на Тайвань, где Чэнь окончила экспериментальную начальную школу Тайбэйского университета (臺北師範學校附屬小學) и Тайбэйскую муниципальную среднюю школу для девочек Чжуншань. Трижды провалив вступительные экзамены в университет, она вышла замуж за писателя Ма Сэньцина.

## Карьера
В 18 лет Цюн Яо влюбилась в своего школьного учителя китайского языка. Этот опыт лег в основу её дебютного романа «За окном», который стал одним из самых популярных её произведений и положил начало её писательской карьере.
Романы Цюн Яо вначале публиковались в журнале Crown Magazine, принадлежащем Пин Синь-тао, а затем выходили в издательстве Crown Publishing, также принадлежащим Пину, который позже стал её вторым мужем. Вдвоем они занимались экранизацией литературных произведений, часто сами выступая в качестве продюсеров или сценаристов. В экранизациях 1970-х годов часто фигурировали Бриджит Лин, Джоан Лин, Чарли Чин и/или Чин Хан.
Её любовные романы были очень хорошо приняты на Тайване, и к 1990-м годам она также стала одним из самых продаваемых авторов в материковом Китае. Романы-бестселлеры «За окном» и «В глубине двора» (1969) неоднократно переиздавались.

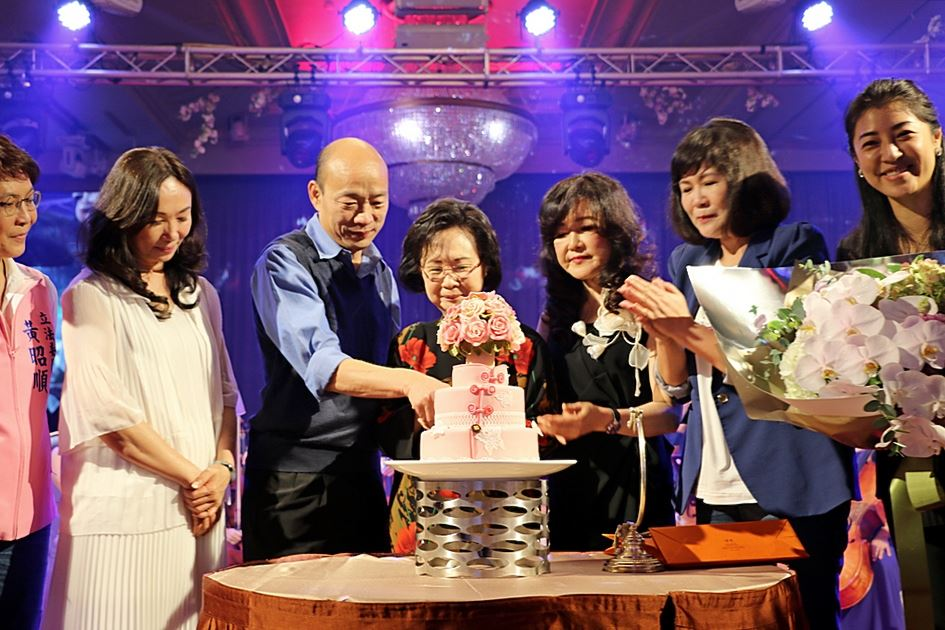
Хань Гоюй и Цюн Яо на банкете

В её произведениях часто изображаются сомнительные с точки зрения общественных норм романтические отношения (например, между учителем и ученицей). Её любовные романы и их экранизации подвергались критике за их мелодраматические сюжетные линии и многословные диалоги. Читатели и зрители Цюн Яо —преимущественно женщины, так как основной акцент в её произведениях сделан на чувствах молодых женщин.

## Смерть
4 декабря 2024 года Цюн Яо была найдена мёртвой в своём доме в районе Тамсуй города Нью-Тайбэй после очевидного самоубийства путём сжигания древесного угля. Она оставила записку. Её сын заявил, что попросил её секретаря проверить состояние матери около полудня. Войдя в дом, секретарь обнаружил, что у Цюн Яо нет никаких признаков жизни, и немедленно вызвал службу спасения. Когда прибыли медики скорой помощи, они подтвердили, что она скончалась, и не стали везти её в больницу. Местная полиция подтвердила, что её смерть не была связана ни с каким внешним вмешательством.
Она умерла в возрасте 86 лет. Её смерть вызвала дискуссии на Тайване об эвтаназии.